# Force de pression
 (signalé en août 2025).
Si vous disposez d'ouvrages ou d'articles de référence ou si vous connaissez des sites web de qualité traitant du thème abordé ici, merci de compléter l'article en donnant les références utiles à sa vérifiabilité et en les liant à la section « Notes et références ».
- Archive Wikiwix
- Bing
- Cairn
- DuckDuckGo
- E. Universalis
- Gallica
- Google
- G. Books
- G. News
- G. Scholar
- Persée
- Qwant
- (zh) Baidu
- (ru) Yandex
- (wd) trouver des œuvres sur Wikidata

Cet article court présente un sujet plus développé dans : Pression, Pression de rayonnement et Pression magnétique.
Les forces de pression sont les forces exercées par un fluide perpendiculairement à des surfaces. Ces surfaces peuvent être des parois séparant le fluide de l'extérieur ou des surfaces tracées à l'intérieur du fluide. Si P est la pression du fluide au niveau de la surface, la force de pression exercée sur un élément de surface {\displaystyle \mathrm {d} {\vec {S}}} (vecteur dirigé vers l'extérieur du fluide) est {\displaystyle \mathrm {d} {\vec {F}}=\,P\,\mathrm {d} {\vec {S}}}.
Par extension on parle aussi de force de pression pour la force exercée par un rayonnement sur un objet céleste ou, en magnétohydrodynamique, pour certaines forces d'origine magnétique.

## Objets immergés
La résultante des forces de pression exercées sur un objet entièrement immergé dans un fluide, appelée poussée d'Archimède, est une force verticale, dirigée vers le haut et d'intensité égale au poids qu'aurait l'objet s'il était constitué du même fluide.